# Orazio Mattei (vescovo)
Orazio Mattei (Roma, 1574 – Napoli, 13 giugno 1622) è stato un vescovo cattolico, diplomatico e nobile italiano. Fu nunzio apostolico nella Repubblica di Venezia nel periodo di scontro tra la Serenissima e la Santa Sede sulla giurisdizione ecclesiastica nei territori della Repubblica.

## Origini e carriera ecclesiastica
Nacque a Roma nel 1574 da Muzio Mattei, esponente di un’antica famiglia della nobiltà cittadina e più volte conservatore capitolino, e da Lucrezia Bandini, figlia del banchiere Pierantonio.
Laureato in diritto, fu prelato domestico di papa Clemente VIII. Dal 1594 al 1603 fu abbreviatore de parco maiori; dal 1594 al 1601 referendario delle due Segnature e, il 6 febbraio 1595, divenne vicario di Santa Maria Maggiore. Dal 1597 al 1599 fu vicelegato in Romagna e nelle Marche al seguito dello zio Ottavio Bandini. Nel novembre 1601 fu nominato vescovo di Gerace, in Calabria, ricevendo la consacrazione il mese seguente nella chiesa di San Biagio ai Catinari per mano del cardinale Domenico Pinelli.
Dopo una visita pastorale nella sua nuova diocesi, partecipò al sinodo convocato nell’ottobre 1602 dall'arcivescovo di Reggio Calabria, Annibale D'Afflitto. Nel dicembre 1603, si recò a Roma per la visita ad limina. Qui presentò una relazione che denunciava le drammatiche condizioni della diocesi geracese e, per conto del suo arcivescovo, richiese l'approvazione degli atti del sinodo provinciale dell'anno precedente. Sembra inoltre che abbia approfittato dell'occasione per presentare le dimissioni da vescovo, nel tentativo di abbandonare una diocesi disastrata e priva di reali prospettive di carriera; le sue dimissioni furono respinte.

## La nunziatura a Venezia
L’occasione di lasciare Gerace si presentò però nel 1605, dopo l’elezione papa Paolo V, con l'acuirsi delle tensioni tra la Santa Sede e la Serenissima. Venezia, infatti, da anni perseguiva politiche giurisdizionaliste volte a limitare i privilegi della Chiesa sul proprio territorio, mentre il nuovo pontefice, più intransigente del suo predecessore, si mostrò pronto a tutto pur di mantenere intatti tali privilegi. Il 21 luglio 1605 il Mattei fu chiamato a succedere al defunto Offredo Offredi come nunzio apostolico nella Repubblica.
Il 17 agosto, durante la sua prima udienza nel Consiglio dei Dieci, il Mattei palesò immediatamente la linea intransigente della Chiesa verso le posizioni della Serenissima, sostenendo che la pietà e la devozione dei veneziani nulla valevano senza la salvaguardia delle libertà ecclesiastiche. La Chiesa di Roma criticava in particolare due decreti della Repubblica: uno che proibiva la costruzione di chiese, monasteri, ospedali e altri luoghi pii senza l’approvazione del Senato, l’altro che impediva agli ecclesiastici di acquistare beni immobili senza il permesso del Senato. Presto vi si aggiunse anche la questione relativa all’arresto e al processo del canonico Scipione Saraceni e dell'abate Marcantonio Brandolini: i due erano accusati di reati comuni, ma il pontefice, tramite il Mattei, chiedeva che venissero consegnati a un tribunale ecclesiastico e da esso giudicati. Il Senato veneziano, tuttavia, rifiutò di ottemperare alle richieste papali.
In risposta, il 10 dicembre, Paolo V emanò due brevi, uno dichiarante la nullità degli atti dei tribunali civili contro gli ecclesiastici, l'altro la nullità dei decreti contro le proprietà ecclesiastiche, minacciando di scomunica tutti i senatori che si fossero opposti. Due copie dei brevi furono consegnate al Mattei, ma questi dovette attendere l'elezione del nuovo doge, Leonardo Donà, avvenuta il 10 gennaio 1606, per poterli leggere ufficialmente in Senato. Tuttavia, al momento dell'apertura, ci si accorse che si trattava di due esemplari del documento riguardante le leggi sulle proprietà ecclesiastiche e che mancava, quindi, quello relativo ai religiosi detenuti, che fu consegnato solo il 25 febbraio seguente.
Il Senato rispose negativamente ad entrambi. Perciò Paolo V, nel concistoro del 17 aprile 1606, pubblicò un monitorio che minacciava il doge e il Senato di scomunica se le leggi contestate non fossero state revocate entro 24 giorni e i detenuti consegnati al nunzio, altrimenti tutto il territorio della Repubblica sarebbe stato colpito da interdetto. La rottura tra Venezia e la Santa Sede era ormai compiuta. Il Senato, preavvisato dai suoi ambasciatori a Roma, vietò la pubblicazione della scomunica sul proprio territorio, ordinò che tutte le lettere da Roma fossero consegnate alle autorità senza aprirle, rafforzò il controllo dei confini con nuove truppe e dichiarò che non avrebbe più accettato alcun documento dal Mattei, il quale tentò inutilmente di convincere i veneziani ad ammorbidire le proprie posizioni. Il 6 maggio Venezia indirizzò a tutti i religiosi nei suoi territori un editto, nel quale li invitava a ignorare l’interdetto, minacciando la pena capitale per chi lo avesse invece applicato.
In alcune lettere indirizzate al cardinale Pietro Aldobrandini, Tommaso Palmegiani, già segretario del nunzio Offredi e poi segretario del Mattei, criticava apertamente la politica intransigente di Roma verso la Serenissima ed esprimeva una valutazione molto negativa sulle capacità diplomatiche del nunzio, ritenuto completamente inadeguato all'incarico.
La rottura delle relazioni diplomatiche fu inevitabile: il 3 maggio 1606 il cardinale Scipione Caffarelli Borghese ordinò al nunzio di rientrare a Roma. Il Mattei si trattenne nell'Urbe fino al febbraio 1607 per poi rientrare a Gerace.

## Gli ultimi anni
Tornato nella sua diocesi, Orazio si curò del progresso morale e spirituale dei fedeli e cercò di contrastare le diffuse pratiche di corruzione del clero locale. Si occupò inoltre di sostenere e rinnovare numerosi monasteri locali. Come aveva fatto a Venezia, inoltre, si batté per difendere l'immunità ecclesiastica rispetto all'autorità civile in una causa giuridica che vedeva una monaca accusata di lenocinio e complicità nel rapimento di una consorella.
Sofferente di nefrite, preferì inviare dei sostituti ai sinodi provinciali del 1609 e del 1612. Recatosi di nuovo a Roma per la visita ad limina del 20 dicembre 1615, vi si trattenne, con il permesso del papa, fino al 1618, allo scopo di rimettersi in salute. Rientrato a Gerace, l’ultima fase del suo episcopato fu caratterizzata da rapporti burrascosi con una parte del clero locale: nel 1620, la contestazione violenta di alcuni religiosi e fedeli lo costrinse a sospendere dopo poche sessioni un sinodo convocato per definire regole di comportamento per laici ed ecclesiastici.
Ormai profondamente fiaccato dalla malattia, si mise in viaggio per Roma, probabilmente per compiere un'altra visita ad limina. Costretto a fermarsi a Napoli per motivi di salute, vi morì il 13 giugno 1622. Fu sepolto in quella città, nella basilica di Santa Maria del Carmine Maggiore.

## Ascendenza
|                     |                   |                        | Genitori                    |  |  | Nonni |  |  | Bisnonni              |  |  | Trisnonni         |  |
|                     |                   |                        |                             |  |  |       |  |  | Pietro Antonio Mattei |  |  | Ludovico I Mattei |  |
|                     |                   |                        |                             |  |  |       |  |  | Pietro Antonio Mattei |  |  | Ludovico I Mattei |  |
|                     |                   | Giovanna Capodiferro   |                             |  |  |       |  |  | Pietro Antonio Mattei |  |  |                   |  |
| Ludovico II Mattei  |                   |                        |                             |  |  |       |  |  | Pietro Antonio Mattei |  |  |                   |  |
|                     |                   | Antonina Capodiferro   | Federico Capodiferro        |  |  |       |  |  |                       |  |  |                   |  |
|                     |                   | Antonina Capodiferro   | Federico Capodiferro        |  |  |       |  |  |                       |  |  |                   |  |
|                     |                   | Antonina Capodiferro   | Virginia                    |  |  |       |  |  |                       |  |  |                   |  |
| Muzio Mattei        |                   | Antonina Capodiferro   |                             |  |  |       |  |  |                       |  |  |                   |  |
|                     |                   | Camillo Capranica      | Bartolomeo Capranica        |  |  |       |  |  |                       |  |  |                   |  |
|                     |                   | Camillo Capranica      | Bartolomeo Capranica        |  |  |       |  |  |                       |  |  |                   |  |
|                     |                   | Camillo Capranica      | Costanza Leni               |  |  |       |  |  |                       |  |  |                   |  |
| Lucrezia Capranica  |                   | Camillo Capranica      |                             |  |  |       |  |  |                       |  |  |                   |  |
|                     |                   | Faustina Della Valle   | Bartolomeo Della Valle      |  |  |       |  |  |                       |  |  |                   |  |
|                     |                   | Faustina Della Valle   | Bartolomeo Della Valle      |  |  |       |  |  |                       |  |  |                   |  |
|                     |                   | Faustina Della Valle   | Cristina Rustici            |  |  |       |  |  |                       |  |  |                   |  |
| Orazio Mattei       |                   | Faustina Della Valle   |                             |  |  |       |  |  |                       |  |  |                   |  |
|                     | Francesco Bandini | Pietro Antonio Bandini |                             |  |  |       |  |  |                       |  |  |                   |  |
|                     | Francesco Bandini | Pietro Antonio Bandini |                             |  |  |       |  |  |                       |  |  |                   |  |
|                     | Francesco Bandini | Maria Bonciani         |                             |  |  |       |  |  |                       |  |  |                   |  |
| Pierantonio Bandini | Francesco Bandini |                        |                             |  |  |       |  |  |                       |  |  |                   |  |
|                     |                   | Ginevra Salviati       | Alamanno Salviati           |  |  |       |  |  |                       |  |  |                   |  |
|                     |                   | Ginevra Salviati       | Alamanno Salviati           |  |  |       |  |  |                       |  |  |                   |  |
|                     |                   | Ginevra Salviati       | Lucrezia Capponi            |  |  |       |  |  |                       |  |  |                   |  |
| Lucrezia Bandini    |                   | Ginevra Salviati       |                             |  |  |       |  |  |                       |  |  |                   |  |
|                     |                   | Bartolomeo Cavalcanti  | Mainardo Cavalcanti         |  |  |       |  |  |                       |  |  |                   |  |
|                     |                   | Bartolomeo Cavalcanti  | Mainardo Cavalcanti         |  |  |       |  |  |                       |  |  |                   |  |
|                     |                   | Bartolomeo Cavalcanti  | Ginevra Cavalcanti          |  |  |       |  |  |                       |  |  |                   |  |
| Casandra Cavalcanti |                   | Bartolomeo Cavalcanti  |                             |  |  |       |  |  |                       |  |  |                   |  |
|                     |                   | Dianora Gondi          | Alessandro Gondi            |  |  |       |  |  |                       |  |  |                   |  |
|                     |                   | Dianora Gondi          | Alessandro Gondi            |  |  |       |  |  |                       |  |  |                   |  |
|                     |                   | Dianora Gondi          | Maria Maddalena Gualterotti |  |  |       |  |  |                       |  |  |                   |  |
|                     |                   | Dianora Gondi          |                             |  |  |       |  |  |                       |  |  |                   |  |

## Genealogia episcopale
La genealogia episcopale è:
- Cardinale Domenico Pinelli
- Vescovo Orazio Mattei